# Hendrik Sarink
Hendrik Bartus Sarink (Woudenberg, 12 juli 1922) is een Nederlandse schaker die zich op latere leeftijd in het correspondentieschaak bekwaamde.
Hij was drie keer kampioen van Twente en speelde in 1963 mee om het schaakkampioenschap van Nederland waarbij hij van J.H. Donner won. Hij speelde vaak mee in de Schaakolympiade en in 1979 behaalde hij de titel van grootmeester ICCF in het Perforsherdenkingstoernooi.
In 1966 was hij een van de oprichters van de Nederlandse Bond van Correspondentieschakers (NCB).